# Kate Harcourt
Kate Harcourt (ur. 16 czerwca 1927 w Amberley) – nowozelandzka aktorka filmowa teatralna i telewizyjna.

## Wybrana filmografia
- 1982: Carry Me Back jako Pani Brewster
- 1983: Dzikie Wyspy jako Pani Williamson
- 1989: Night of the Red Hunter jako Rose Pipper
- 2004: Wiosła w dłoń jako Starsza Kobieta
- 2008: Second Hand Wedding jako Margie
- 2009: Miasto Rozstań jako Pani Simpson
- 2017: The Changeover jako Winter Carlisle

## Życie prywatne
Poślubiła Petera Harcourta, z którym ma dwójkę dzieci – córkę aktorkę Mirandę Harcourt i syna Gordona Harcourt.

## Odznaczenia
W 1996 za swój wkład w teatr została odznaczona Orderem Nowej Zelandii.